# Église Notre-Dame de Vire
Pour les articles homonymes, voir Église Notre-Dame.
L’église Notre-Dame de Vire est un monument historique de la ville de Vire, commune française située dans le département du Calvados (Normandie).

## Histoire
Jusqu'au XIIe siècle, les paroissiens de Vire disposent, à proximité du donjon, de la chapelle Saint-Blaise qui, se révélant trop exigüe face à la croissance de la ville, est remplacée vers 1150 par une chapelle romane extérieure à la première enceinte du château. De cette chapelle subsiste le mur ouest, entourant la partie intérieure du portail, dont les deux piliers et leurs chapiteaux romans.
Édifiée à partir des environs de 1230, sur les bases de cette chapelle, en style gothique primitif, une nouvelle église est dédiée à Notre-Dame le 20 juillet 1272. Elle est agrandie en différents styles jusqu'au XVIe siècle : élévation du chœur gothique flamboyant dont le maître d'œuvre serait celui de l'abbaye du Mont-Saint-Michel.
Elle dut être restaurée en 1948 après les bombardements du 6 juin 1944. Le 1er juillet 1955, à la suite de la restauration de Notre-Dame de Vire, trois nouvelles cloches fondues à Villedieu-les-Poêles sont installées dans l'église. La première de 2,5 tonnes, qui sonne le si, baptisée Jeanne-Marie, la deuxième de 1,8 tonne, le do dièse, baptisée Hélène-Pierre, et la troisième cloche d'un poids de 1,2 tonne, en ré dièse, baptisée Raymonde-Madeleine.
L'église fait l'objet d'un classement au titre des monuments historiques depuis 1862.

## Architecture
L'édifice est en granite extrait du massif au sud de la ville. Il est de style gothique classique pour sa plus grande partie : la nef du XIIIe siècle, le transept sud et la tour-clocher des XIIIe et XIVe siècles, les bas-côtés, le transept nord et l'entrée actuelle du chœur du XVe siècle. Plus récent, le chevet du XVIe siècle, abritant la chapelle du Rosaire, est d'un sobre style flamboyant. L'intérieur du portail occidental présente des chapiteaux romans, vestiges de la première chapelle du XIIe siècle. À l'intérieur, le mur nord du chœur présente une belle porte Renaissance, la « porte de la Petite Poissonnerie ».

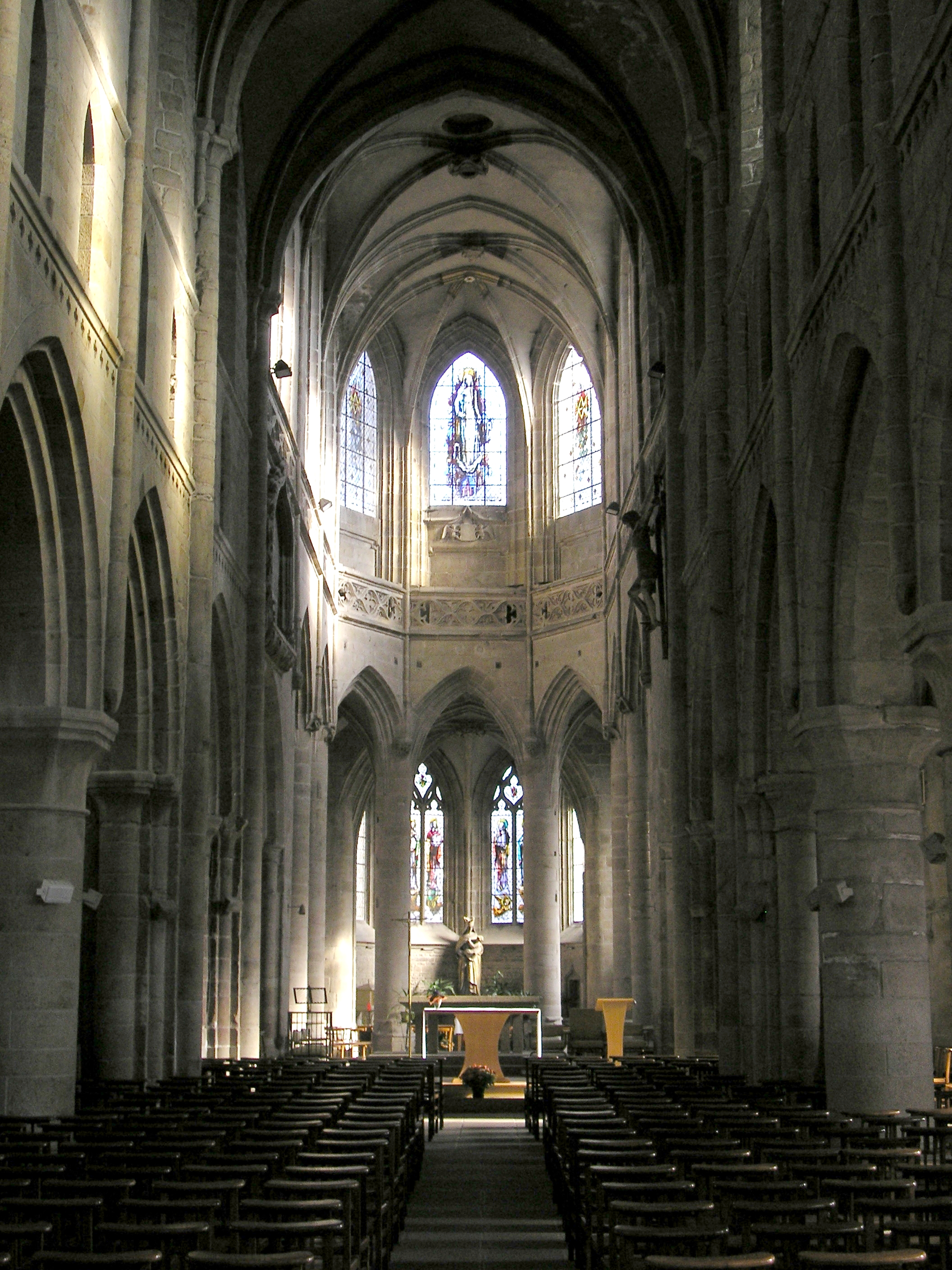
La nef et le chœur.
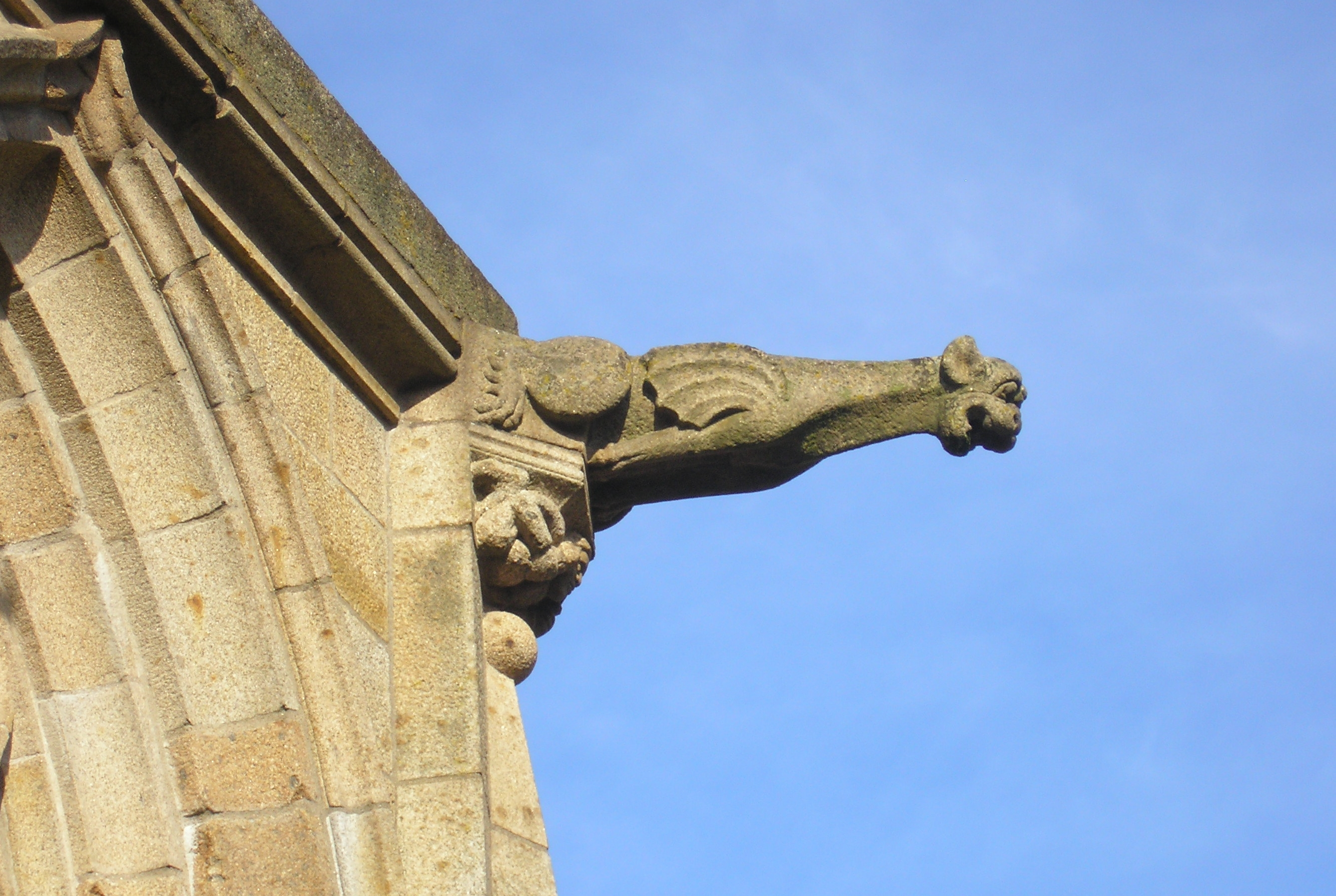
Gargouille.
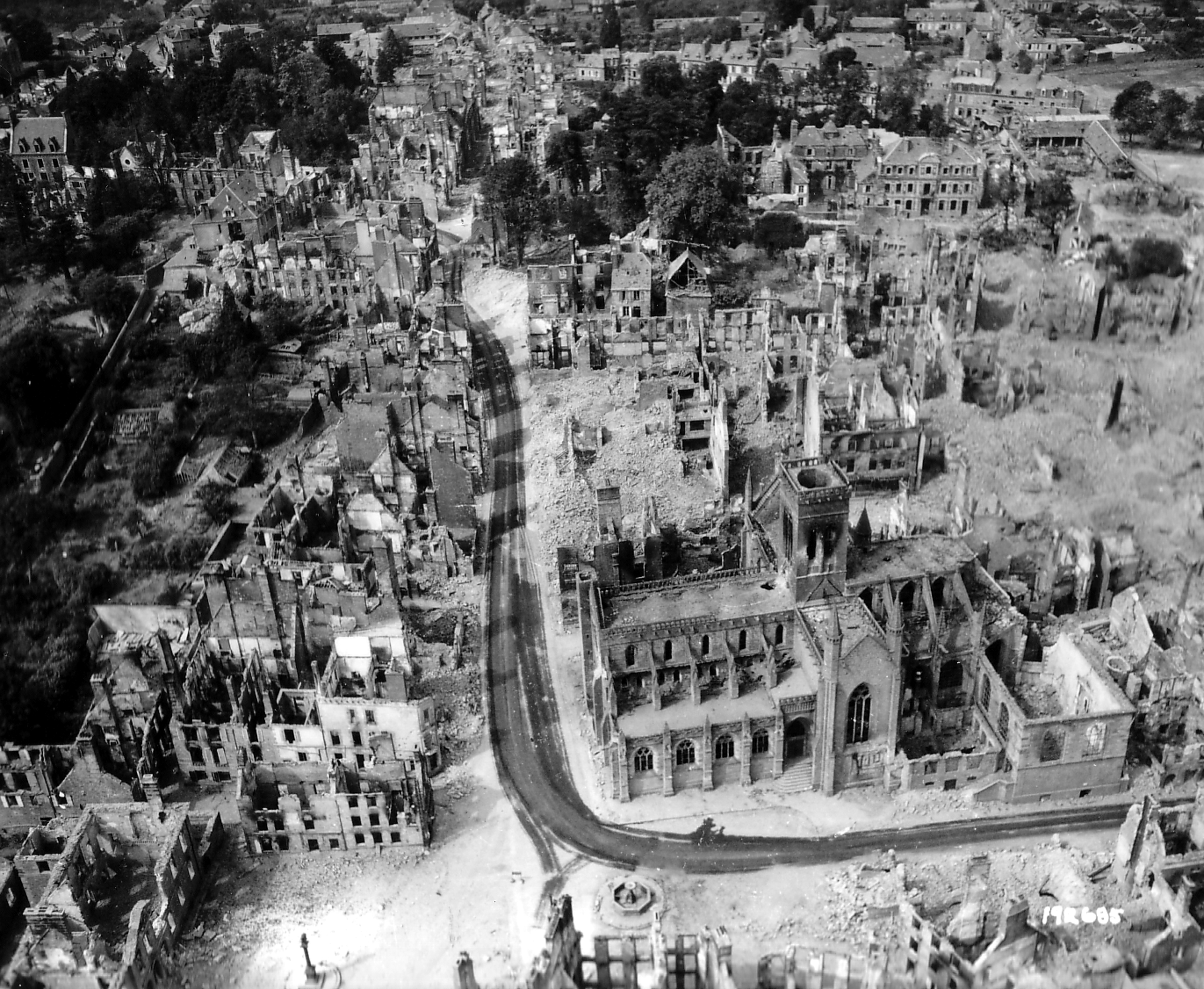
L'église Notre-Dame au milieu des ruines de la ville, en août 1944, avant l'effondrement partiel de la nef.

## L'église Notre-Dame au cinéma
Le film de Henri-Georges Clouzot, Manon, a été en partie tourné en 1948 dans les ruines de l'église Notre-Dame.